# Orden del Puercoespín

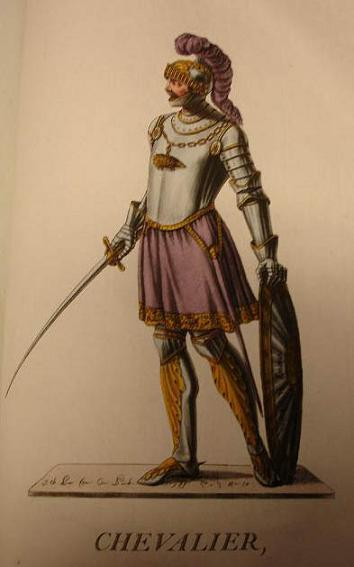
Caballero de la Orden

La orden del Puercosespín fue una orden militar fundada por Carlos VI, el bien amado, hijo de Carlos V el Sabio, Rey de Francia, en el año de 1394. 
La divisa era una triple cadena de hilo de oro entorchado, de la que pendía sobre el pecho un puercoespín de oro con el mote Cominus et Eminus. Algunos autores aseguran que esta orden fue instituida en el año 1393 por Luis, Duque de Orleans y Conde de Valois, abuelo del Rey Luis XII de Francia. 